# (22761) 1998 YH4
1998 واي إتش 4 (ويعرف أيضًا باسم (22761) 1998 واي إتش 4 وفق تسمية الكوكب الصغير) (بالإنجليزية: 1998 YH4)‏ هو كويكب ضمن حزام الكويكبات؛ وترتيبه 22761 من حيث الاكتشاف.
اكتُشف هذا الجُرم الفلكي بواسطة Frank B. Zoltowski ‏ في 16 ديسمبر 1998.

## وصلات خارجية
- (22761) 1998 YH4 في قاعدة بيانات مختبر الدفع النفاث لأجرام النظام الشمسي الصغيرة

- الاكتشاف · مخطط المدار ·  العناصر المدارية · المعلمات المادية

- (22761) 1998 YH4 على موقع ويكي سكاي: DSS2, SDSS, GALEX, IRAS, Hydrogen α, X-Ray, Astrophoto, Sky Map, Articles and images